# 东德六一七事件
东德六一七事件是发生于1953年6月17日的一场東德人民示威游行活动。原本是6月16日东柏林300名建筑工人因抗议国营公司领导提高工作定额而不加薪的一次小规模的经济罢工，但是在当天工人的要求被拒绝的消息被位于西柏林的美国占领区广播电台（RIAS）播报之后，罢工活动于此日发展成为一场遍及东德各大城镇的人民群众示威游行。示威参与者提出了撤走一切外国军队、实行言论和新闻自由、释放政治犯、举行全德自由选举等政治口号。起初是东德人民警察进行镇压，后来苏联驻德国集团军出动坦克上街驱散示威群众。当局的镇压最終造成55人死亡。
为了纪念六一七事件，联邦德国自1954年起将每年6月17日定为公共假日，直至1990年两德统一后被德国统一日取代，而西柏林通往柏林墙勃兰登堡门的大街被命名为“六月十七日大街”。

## 背景
1952年5月，德意志联邦共和国（西德）拒绝了「斯大林照会」（由斯大林提出在苏联支持下统一德意志民主共和国作为一个独立和政治中立的德国的设想）。在冷战的背景下，斯大林的建议遭到了联邦德国的强烈怀疑，同月联邦德国签署了欧洲防务共同体条约。此时苏联和东德都意识到德国将无限期分裂。在東柏林，東德執政黨德國統一社會黨總書記瓦爾特·烏布利希將斯大林試圖實現德國統一的失敗解釋為“綠燈”，故繼續“加快社會主義建設”，那是1952年7月該黨在其第二次黨代表大會上宣布的方向。這一將東德蘇維埃化的舉措包括大幅增加分配給重工業的投資、對最後的私營工業企業徵收歧視性稅收、強制農業集體化和反對東德宗教活動的聯合運動。
東德經濟方向轉變的結果是工人生活水平的迅速惡化，這種情況一直持續到1953年上半年，這是自1947年飢餓危機以來東德人生活水平的首次明顯下降趨勢。隨著國家補貼的削減，旅行成本上升，而許多消費性產品開始從商店貨架上消失。工廠被迫限制加班：由於預算有限，工資被認為過高。與此同時，由於國家的集體化政策——東德40%的富裕農民逃往西德，留下超過750,000公頃（2,900平方英里）的其他生產性土地休耕——以及貧乏的1952年收穫。因此，工人的生活成本上升，而大量工人的實得工資——其中許多人依靠加班費來維持生計——減少。1952-53年冬天，東德城市的熱電供應也出現嚴重中斷。到1952年11月，東德幾個主要工業中心發生了零星的糧食騷亂和工業動亂：萊比錫、德勒斯登、哈勒和蘇爾。工業動亂在接下來的整個春天一直持續，從煽動性言論和反统一社会党塗鴉到涉嫌破壞。為緩解“建設社會主義”給國家帶來的經濟壓力，政治局決定在所有國有工廠的強制性基礎上增加 10%的工作配額：也就是說，工人現在必須以相同的工資多生產10%。此外，食品、醫療保健和公共交通的價格也有所上漲。加在一起，工作配額和物價上漲相當於每月削減33%的工資。工作配額的增加將於6月30日生效，那天即烏布利希的60歲生日。
雖然烏布利希對蘇維埃化崩潰後果的反應是勒緊東德人的腰帶，但許多東德人的反應是乾脆離開東德，這種現像被稱為「叛逃共和國」。1951年有16萬人離開；1952年有182,000人；在1953年的前四個月，儘管邊境現在大部分被封鎖，仍有122,000名東德人前往西方。
1953年3月斯大林去世後，新的蘇聯集體領導層在4月初收到德國蘇聯管制委員會的一份報告時，對這些令人不安的統計數據感到震驚，該報告詳細描述了東德的經濟形勢。6月2日，蘇聯領導人發布了《關於改善東德政治局勢健康的措施》的命令，對统一社会党加快社會主義建設的政策進行了嚴厲批評。各種職業和背景的人從東德大量湧入西方，“對德意志民主共和國的政治穩定構成了嚴重威脅”。為了挽救這種局面，現在有必要結束強制集體化和對私營企業的戰爭。現在需要改變五年計劃，以犧牲重工業為代價，轉向消費品。必須放鬆政治司法控制和管制，必須停止針對新教教會的強制措施。此外，烏布利希的“冷酷行使權力”也受到譴責。然而，沒有明確要求扭轉極不受歡迎的增加工作配額。蘇維埃法令於6月2日發給了统一社会党領導人瓦爾特·烏布利希和奧托·格羅提渥，那一天他們到達莫斯科。蘇聯總理格奧爾基·馬林科夫警告他們，改變對於避免東德發生災難至關重要。
6月9日，统一社会党政治局召開會議，決定如何回應蘇聯領導人的指示。儘管大多數政治局成員認為“新路線”的宣布需要黨內和廣大民眾認真準備，但蘇聯駐德國高級專員弗拉基米爾·謝苗諾夫堅持要立即實施。因此，统一社会党於6月11日在官方黨報《新德意志報》上發布了新政策。該公報盡職地批評了统一社会党所犯的錯誤，並宣布烏布利希的大部分蘇維埃化運動現在將按照莫斯科的指示進行逆轉。現在將轉向消費品投資；小型私營企業的壓力將結束；強制集體化將停止；反對宗教活動的政策將停止。但是，至關重要的是，工作配額的增加並沒有被取消，這對聲稱代表其工人的馬克思列寧主義國家的合法性構成了威脅：資產階級和農民從新路線中受益的遠遠多於無產階級。公報及其對過去錯誤的坦率承認震驚和困惑了許多東德人，包括统一社会党成員和廣大民眾。失望、不相信和困惑瀰漫了地方黨部組織，其成員感到恐慌和被背叛。更廣泛的民眾將新路線視為東德政權軟弱的表現。
次日，6月12日，5,000人參加了在哈非爾河畔布蘭登堡的勃蘭登堡-戈爾登監獄前舉行的示威活動。
6月14日，隨著《新德意志報》的一篇社論譴責新的工作配額，更多的混亂接踵而至，但同一期的新聞文章讚揚了超出配額的工人。
6月15日，東柏林史達林大街（第40区）工地的工人現在對取消增加的工作配額寄予厚望，向東德總理奧托·格羅提渥派遣了一個代表團，提交一份要求撤銷配額的請願書。格羅提渥忽視了工人的要求。

## 起義

### 6月16日
6月16日上午9点，东柏林“腓特烈斯海因医院”和“史達林大街第40区”建筑工地的300名工人举行罢工。游行到位于沃尔大街的自由德国工会联合会（FDGB）总部，然后到市中心，高举横幅并要求恢复旧的工作配额。随着事情的发酵，抗议逐渐发展到政治问题。经由亚历山大广场和菩提树下大街，大部分示威者转移到莱比锡大街的市政府所在地；其他人则去了位于威廉皮克大街的东德统一社会党总部。在途中，他们接管了两辆音响卡车，并用它们来传播他们的总罢工和示威游行，并于第二天早上7:00在施特劳斯伯格广场举行。在东德政府建筑前，庞大的示威人群要求与沃尔特·乌布利希和奥托·格罗提渥交谈，但最后只有重工业部长弗里茨·塞尔布曼和东德和平委员会主席罗伯特·哈维曼教授从大楼里走出来。兩人试图让示威者平静下来，可声音被人群的喧嚣淹没了，无果。
与此同时，东德中央政治局深思熟虑，无法决定该怎么做。尽管情况紧急，但经过几个小时的讨论——在示威者的压力下，可能还有来自苏联的压力——领导层决定取消增加工作配额。东德中央政治局成员下令，提高生产力现在将是志愿性的，并谴责了强制工人提高国家生产力的行为，也归咎于西方政客的挑衅。然而，当社会统一党的一名工作人员到达政府部门向工人们传达来自政治局的消息时，他们的讨论话题早已与罢工问题无关。当天下午晚些时候，人群散去，工人们返回了他们的工地。除了人民警察和示威者之间的少许冲突外，当天其余时间都很平静。 东德领导层对示威者怨恨的深度和反政府行动的巨大范围感到惊讶。事实上，东德的领导层是如此脱节，以至于它预计大规模的政治宣传足以应对新出现的危机。显然这还不够，乌布利希可能在提出建议几个小时后才意识到这一点。苏联当局同样对东柏林示威后的广泛抗议感到震惊。他们的反应是即兴和不协调的。那天晚上晚些时候，谢苗诺夫会见了统一社会党领导层，并告知他们他决定向柏林派遣苏联军队。
在整个6月16日晚上和6月17日凌晨，东柏林事件的消息通过口耳相传和西方广播迅速传遍了整个东德，尤其是全天广播的美国占领区广播电台（RIAS）。下午，有广播说示威者的要求从取消更高的工作配额和降价到高喊“我们要自由选举”。东柏林工人后来与RIAS接触，寻求其协助传播他们对第二天进行总罢工的呼吁。RIAS的政治总监戈登·尤因（Gordon Ewing）认为该电台不能直接成为工人的喉舌；在他看来，这样的举动可能会引发一场战争。电台不会主动煽动叛乱，只是如实、全面地广播示威信息。尽管如此，在晚上7点30分，RIAS报告说，一个建筑工人代表团提交了一项决议供公布，称罢工者已通过他们的行动证明“他们能够迫使政府接受他们的合理要求”，如果他们要求降低工作配额、降价、自由选举和赦免所有示威者的要求没有得到满足，工人则随时可以使用他们的权力。那天晚上晚些时候，美国占领区广播电台几乎积极鼓励工人示威反对东德政权。RIAS项目主任埃伯哈德·舒茨称该政权在工作配额问题上的逆转是“东柏林人与苏联地区所有工作人口共享的胜利”。舒茨将政府的掉头归咎于工人的行为。他说，听众的要求——即政府辞职、西式自由等——是有道理的，并鼓励他们支持示威者。舒茨说，RIAS和东德人民期待这些要求得到满足：东德人民的任务是向东德政府和苏联共产党表明这是真的。
继西德联邦全德问题部长雅各布·凯撒（Jakob Kaiser）在深夜广播中告诫东德人避免挑衅之后，RIAS从晚上11点的新闻广播开始，从那时起以每小时一次的广播形式重复工人的要求在第二天继续罢工，特别呼吁所有东柏林人参加17日早上7点在施特劳斯伯格广场举行的示威活动。

### 6月17日

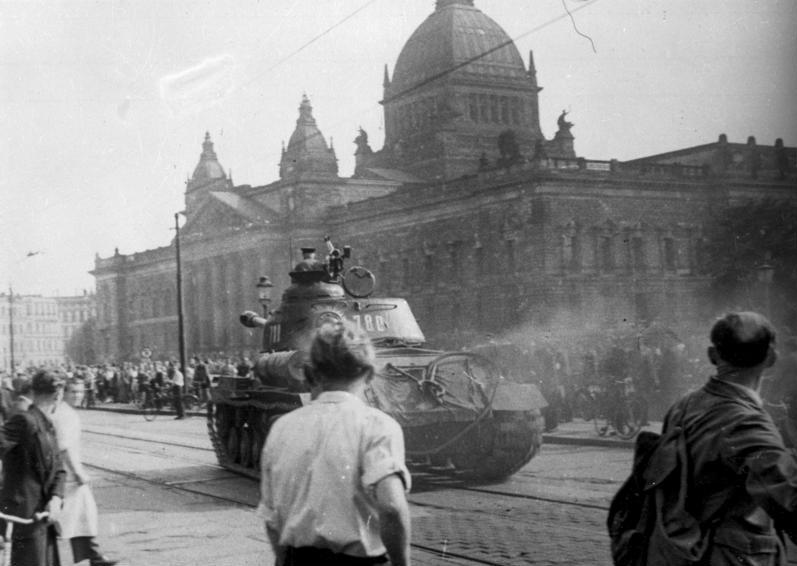
6月17日在萊比錫的蘇聯IS-2戰車

#### 東柏林
根據謝苗諾夫的決定，蘇軍於6月17日清晨進入東柏林周邊地區。與此同時，大批工人開始聚集在施特勞斯伯格廣場和其他公共場所，並開始向市中心遊行。在途中，他們遇到了東德安全部隊——正規部隊和兵營人民警察（KVP）部隊——他們顯然缺乏指示，最初沒有進行干預。與统一社会党和自由德國青年（FDJ）的工作人員一起，警察官員試圖說服遊行者返回他們的家和工作場所，但大多以失敗告終。當警察試圖阻止或驅散人群時，他們很快就處於守勢。隨著示威者人數越來越多，一種團結的感覺席捲了他們。裝有揚聲器的汽車和自行車為來自外圍地區的不同遊行隊伍提供了通信，因為他們整個上午都聚集在市中心。在臨時製作的橫幅和海報上，示威者再次要求恢復舊的工作配額，但也要求降價、釋放前一天被捕的其他抗議者，甚至是自由公平的全德選舉。諸如“打倒政府！”之類的口號，以及“黃油，而不是武器”也可見。黨的海報和雕像——尤其是那些描繪统一社会党和蘇聯領導人的——被燒毀或污損。
到上午9:00，已有25,000人聚集在總理府前，還有數萬人前往萊比錫大街或波茨坦廣場。在上午10:00到11:00之間，80到100名示威者顯然衝進了政府辦公區，明顯表明500名人民警察和史塔西成員已經被制服。然後，突然間，蘇聯軍車出現，緊隨其後的是坦克，以擊退似乎即將進行的接管。一個小時內，蘇聯軍隊清理並隔離了政府總部周圍的地區。中午，蘇聯當局終止了進入東區的所有路面電車和地鐵交通，並幾乎關閉了與西柏林的邊界，以防止更多示威者到達市中心。一個小時後，他們在東柏林宣布戒嚴。在東柏林警察總部外，蘇聯坦克向“叛亂分子”開火。蘇聯陸軍（以及後來的東德警察）和示威者之間的戰鬥一直持續到下午和晚上——在某些情況下，坦克和軍隊直接向人群開火。處決，其中最著名的是西柏林工人威利·戈特林（Willi Gottling），以及隨後的大規模逮捕接續進行。
一夜之間，蘇聯人和史塔西開始逮捕數百人。最終，多達10,000人被拘留，至少有32人，可能多達40人被處決，其中包括拒絕服從命令的蘇聯軍隊士兵。由於统一社会党領導層在卡爾斯霍斯特的蘇維埃總部實際上陷入癱瘓，東柏林的控制權轉移到了那裡的蘇聯人手中。

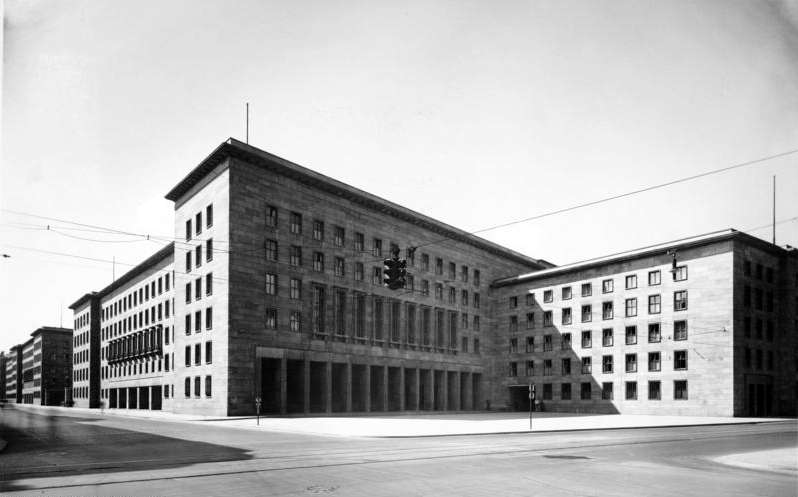
位於柏林的德特列夫-羅威德大樓，1953年時為總理府

#### 東柏林以外
東德24個人口超過50,000的城市都經歷了劇變，大約80%的人口在10,000到50,000之間的城鎮也是如此。大約339,000人參加了在柏林以外發生的129場示威活動；超過225,000人在332家工廠發起了罷工。抗議的主要中心包括哈勒、梅澤堡和比特費爾德周圍的工業區，以及耶拿、格爾利茨和勃蘭登堡等中型城鎮。在萊比錫，參加罷工和示威的人數不超過25,000人，但在馬格德堡有32,000人，在德累斯頓有43,000人，在波茨坦有53,000人——而在哈勒，則接近100,000人。
起初，這種示威活動相對和平，但隨著越來越多的人開始參與，他們變得更加暴力。搶劫，尤其是统一社会党擁有的商店，成為經常發生的事情；也發生了一些縱火事件。當天晚些時候，許多统一社会党工作人員遭到毆打。在一些城鎮，監獄被示威者佔領，他們要求釋放某些政治犯。當蘇軍在東柏林以外的這些地方進行干預時，他們顯得更加克制，更加被動；一些蘇聯士兵甚至對示威者表現出友好的態度。
與此同時，在農村地区，200多個村莊發生了抗議活動。然而，許多東德農民並沒有採取集體行動反對該政權：農村地區最常見的抗議表達是農民離開和/或解散最近成立的集體農場並自行恢復耕作。
儘管抗議者提出的要求可能是政治性的——例如解散東德政府和舉辦自由選舉——它們通常只是地方和經濟性質的。它們是關於麵包短缺、不受歡迎的夜班、甚至工作場所的廁所數量以及在生鏽的甕中供應茶的事實等問題。他們還表達了對知識分子的廣泛不滿，認為後者享有“不公平的特權”，例如基本食品和其他商品的特殊交付。
其他人，尤其是工人，要求在東德恢復社會民主黨。在前社會民主黨人中，對東德社民黨前領導人奧托·格羅提渥總理極度怨恨，他們認為他在1946年領導其與競爭對手德國共產黨合併組建了執政的统一社会党，從而“背叛了社會民主黨”。1945年11月，在匈牙利和奧地利的選舉中共產黨出人意料的糟糕表現後，蘇聯軍事管理委員會向格羅提渥施壓進行合併，以保護東德的共產主義統治地位。格羅提渥被“獎勵”為總理一職，但在幾年之內，统一社会党大大削弱了他的權力，並將辦公室變成了一個主要是禮儀性的角色。許多東德社會民主黨人將格羅提渥視為叛徒，現在應該“扭斷他的脖子”。
甚至有納粹份子參與了抗議活動，儘管他們很少是領頭者。牆壁、橋樑和學校黑板被納粹口號和納粹萬字符號污損，在一些地方，示威中還唱著納粹歌曲。相當一部分東德人仍然堅持納粹主義思想。

## 結果
抗议和示威在6月17日之后仍持续了数天，根据东德安全部门的说法，局势直到6月24日才平静下来。大约39人在起义中被杀，其中绝大多数示威者来自苏联和其他东方集团国家，并且此事件在苏联和其他东方集团国家被大大轻描淡写。
六一七事件后，许多东德工人对社会主义制度失去了信心，对暴力镇压罢工感到厌恶。人民警察，人民的武装向自己的人民射击已成事实，并导致了德国统一社会党的大量人员流失。这些离开的人绝大多数也都是在劳工运动中有丰富经验的工人，工人还普遍拒绝支付工会会费，并停止支持东德政府并赋予其合法性。

## 文化遺產

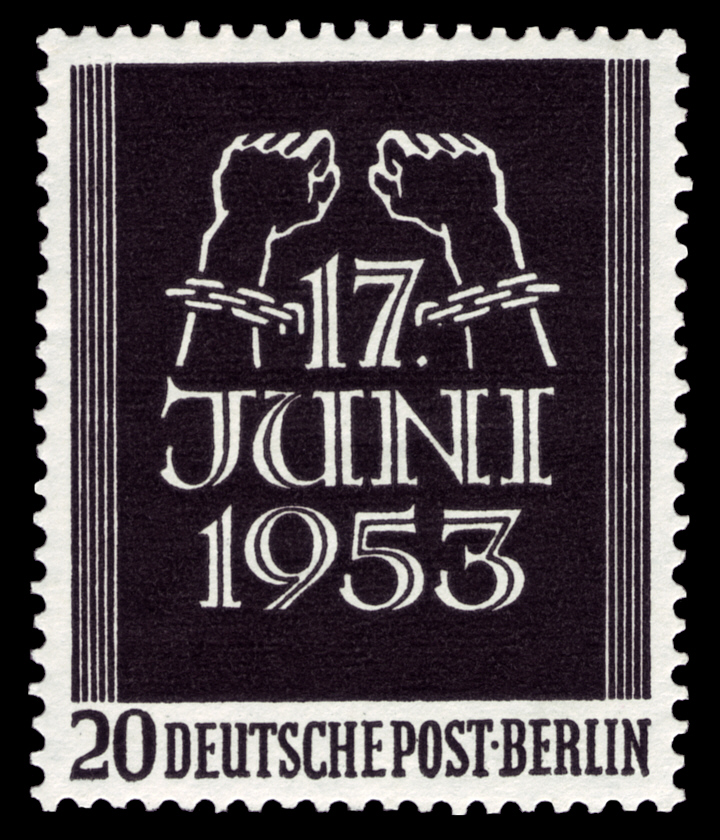
德意志聯邦郵政柏林發行的郵票

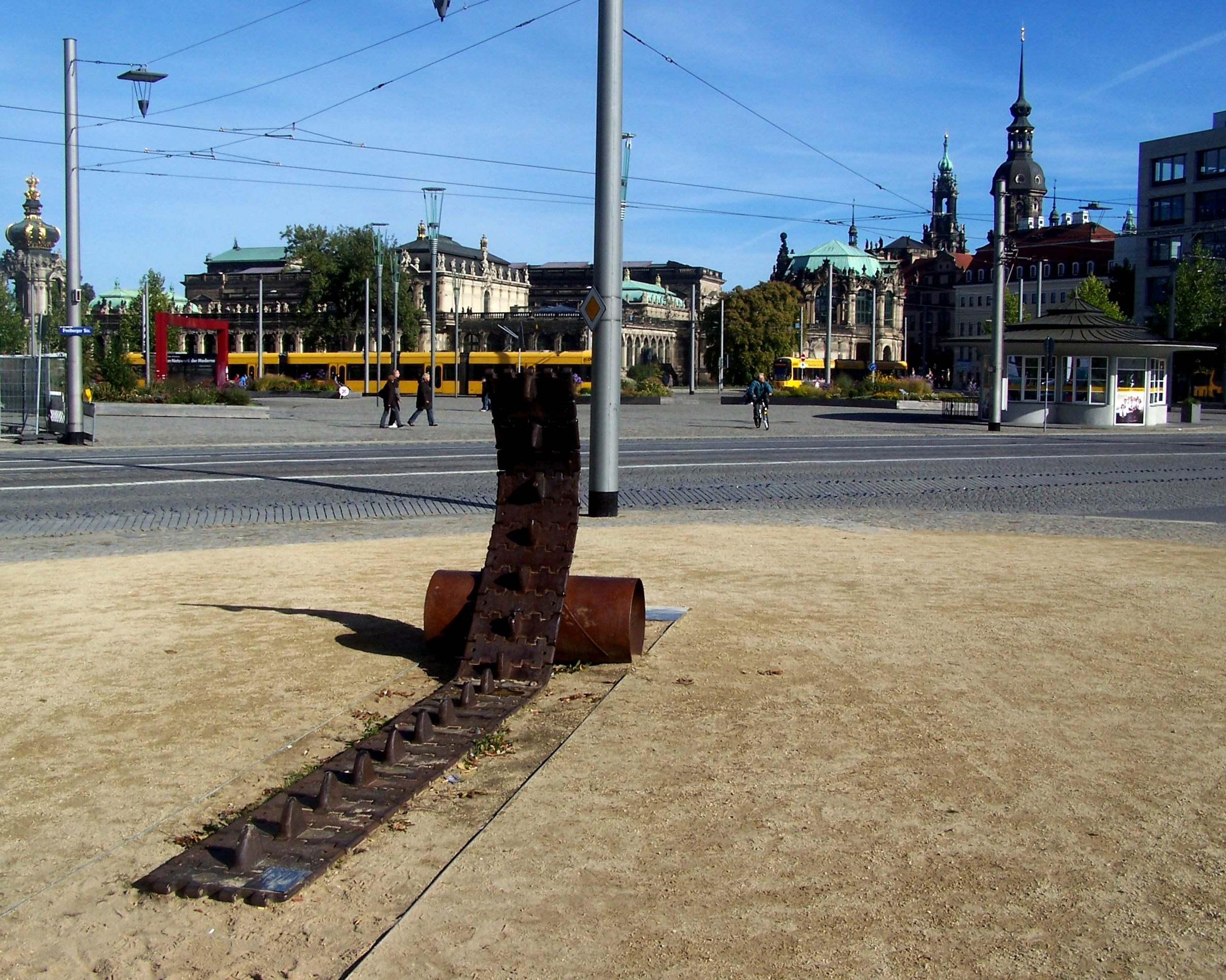
位於德勒斯登內老城郵政廣場的紀念碑

為了紀念1953年東德起義，西德將6月17日訂為一年一度的國定假日德國統一日。1990年10月兩德統一後，這個假期被移至10月3日，即正式統一之日。柏林勃蘭登堡門以西的菩提樹下大街延伸部分，原稱為夏洛特堡道，在1953年事件發生後更名為六月十七日大街。
貝托爾特·布萊希特的一首詩《解決辦法》紀念了這場起義。其他描述此事的東德著名作家包括史蒂芬·海姆（《六月的五天》（Fünf Tage im Juni），1974年慕尼黑）和海納·穆勒（《沃洛科拉姆斯克三號公路：決鬥》（Wolokolamsker Chaussee III：Das Duell），1985/86年）。
西德樂團阿爾伐城在他們1984年專輯《永遠年輕》的歌曲〈柏林的夏天〉中提到了“六月十七日”，但沒有提及年份。1988年，當合輯《阿爾伐城阿米加合輯》在東德發行時，曾提交收錄歌曲〈柏林的夏天〉，但“出於政治原因”被拒絕。.
1966年鈞特·葛拉斯的戲劇《平民排練起義》描繪了布萊希特在1953年事件的背景下準備製作莎士比亞的《科利奧蘭納斯》。